# 织 (南海王)
织（前3世纪—前2世纪），西汉初期人物，百越人，原为闽越的南武侯。
汉高祖十二年二月（前195年3月7日—4月5日），织被汉朝朝廷册封为南海王。其封地南海郡当时由南越实际控制，因此织未能在南海郡建国。但南海国并非虚封，其实际控制的领土可能即织为南武侯时的封地，大约位于“汀潮赣之间”，包括今福建省龙岩市武平县地；而今广东省潮州市潮安区和饶平县交界处有地方叫“南武崠”，有山峰叫“南武山”，可能得名于南武侯封地；南海国的北部边界到达淮南国庐江郡边界（即今江西省东北部信江流域）。后来，居住在庐江郡境内的南海国臣民起兵反叛淮南国的统治，淮南王刘长（前196年—前174年在位）以此为由派将军间忌领兵攻打南海国，南海王织率军投降。刘长将南海国的臣民全部迁往上淦（今江西省樟树市附近）。汉文帝派遣使者带着五十匹丝帛，前往淮南国赏赐有功劳的官吏、士兵。刘长不愿意接受赏赐，于是哄骗使者说：“没有有功劳的人”。南海王织通过淮南国向汉文帝上书，并敬献玉璧、丝帛，但间忌擅自把南海王织的文书烧掉，不报知朝廷。此后，南海王织再次反叛，淮南国调集水军镇压。当时天气炎热多雨，淮南国驾驶楼船的士兵因住在水上，未交战便染病而死亡过半。